# Mirebalais
Koordinaten: 18° 50′ 0″ N, 72° 6′ 19″ W
Mirebalais (Haitianisch-Kreolisch: Mibalè) ist eine Gemeinde im Osten Haitis, im Département Centre. Mirebalais ist der Hauptort des gleichnamigen Arrondissements.
Die Commune de Mirebalais zählt etwa 98.000 Einwohner (Stand: 2015), die eigentliche Stadt etwa 20.000 Einwohner. Seit 2009 mit etwa 10.000 Einwohnern ist die Bevölkerung deutlich gewachsen, da viele durch das Erdbeben am 12. Januar 2010 obdachlos gewordene Haitianer im von der Katastrophe nicht betroffenen Mirebalais Zuflucht fanden.

## Ortslage
Mirebalais liegt 42 km nordöstlich der Landeshauptstadt Port-au-Prince und 39 km westlich der Grenze zur Dominikanischen Republik am linken Ufer des Artibonite, des größten Flusses Haitis. An der Kreuzung der asphaltierten Route Nationale RN-3 (von Port-au-Prince nach Hinche) und 11 (durch das Artibonite-Tal zur Küste) gelegen, ist Mirebalais – für haitianische Verhältnisse – gut zu erreichen.
15 km flussaufwärts befindet sich das Wasserkraftwerk Péligre, das wichtigste Kraftwerk des Landes.

## Geschichte
Im Jahre 1706, neun Jahre, nachdem Spanien im Frieden von Rijswijk den französischen Anspruch auf den Westen der Insel Hispaniola anerkannt hatte, ließen die Franzosen von ihren Sklaven einen Karrenweg anlegen, der von Dondon zur Cul-de-Sac-Ebene führte, in der heute Port-au-Prince liegt. An der Furt dieser Trasse durch den Artibonite entstand der Ort Mirebalais. Dank dieser günstigen Lage entwickelte sich der Ort zu einem Marktflecken. Auf den Plantagen bei Mirebalais wurde vor allem Baumwolle, daneben auch Kaffee angebaut. Mirebalais' Bedeutung als lokales Zentrum wurde anerkannt und zugleich gestärkt, als nach dem Konkordat von 1860 eine der ersten zwölf Pfarreien Haitis 1864 in Mirebalais errichtet wurde.
Ende 2010 geriet Mirebalais in die Schlagzeilen, als in einem Armeelager unweit von Mirebalais stationierte nepalesische Blauhelm-Soldaten der Mission des Nations Unies pour la stabilisation en Haïti (MINUSTAH) die Cholera einschleppten und eine verheerende Epidemie auslösten.
Nachdem beim Erdbeben 2010 das Universitätskrankenhaus in Port-au-Prince zerstört worden war, wurde 2011/2012 als Ersatz in Mirebalais ein Lehrkrankenhaus gebaut, eines der größten Krankenhäuser Haitis außerhalb der Hauptstadt.
Am 31. März 2025 kam es durch einen Angriff, vermutlich der Bandenkoalition Viv Ansanm (Zusammen leben) von außen auf ein Gefängnis in der Stadt, bei dem 4 Menschen starben, zur Flucht von geschätzt 500 Gefangenen.

## Söhne und Töchter des Ortes
- Benoît Batraville, 1877 in Mirebalais geboren, Lehrer und Widerstandskämpfer gegen die Besetzung Haitis durch die USA, wurde 1920 von Marines exekutiert.[7]
- Léon Cantave (1910–1967), haitianischer General, Politiker und im April/Mai 1957 Präsident von Haiti
- Madame Max Adolphe (1925–unbekannt), haitianische Politikerin
- Makenson Gletty (* 1999), französischer Leichtathlet
- Melchie Dumornay (* 2003), haitianische Fußballspielerin